# Flash (canción de La Oreja de Van Gogh)
Flash es la tercera pista del CD Bonus de la caja conmemorativa del grupo español La Oreja de Van Gogh, LOVG 1996-2006

## Acerca de la canción
Flash es realmente una maqueta no terminada que entraría en el disco Lo que te conté mientras te hacías la dormida, pero, al igual que con Coronel, la canción no pudo completarse a tiempo y se conservó como maqueta, la cual se publicaría después como inédita en una versión especial. La música fue compuesta por Amaia Montero y Xabi San Martín y la letra fue escrita por Pablo Benegas.
En palabras de algunos fans, la mencionan como la canción más pop del grupo.
- Datos: Q5862449